# Acacias (metropolitana di Madrid)
Acacias è una stazione della linea 5 della metropolitana di Madrid.
Si trova sotto al Paseo de las Acacias.
La stazione funge da interscambio con quella di Embajadores posta sulla linea 3. Entrambe le fermate sono collegate tramite una galleria che permette di spostarsi da una linea all'altra in pochi minuti senza bisogno di risalire in superficie.

## Storia
Il 6 giugno 1968 fu aperta la linea 5 tra Carabanchel e Callao e la stazione di Acacias fu unita a quella di Embajadores attraverso un lungo tunnel per permettere l'interscambio tra le due linee.

## Accessi
Vestibolo Acacias
- Paseo de la Esperanza: Paseo de la Esperanza 2 (angolo con Paseo de las Acacias)